# جيم راي هارت
جيم راي هارت (بالإنجليزية: Jim Ray Hart)‏ هو لاعب كرة قاعدة أمريكي، ولد في 30 أكتوبر 1941 في هوكرتون في الولايات المتحدة، وتوفي في 19 مايو 2016 في Acampo, California ‏ في الولايات المتحدة.

## وصلات خارجية
- جيم راي هارت على موقع دوري كرة القاعدة الرئيسي (الإنجليزية)
- جيم راي هارت على موقعبيزبول رفرنس.كوم (الدوري الرئيسي) (الإنجليزية)
- جيم راي هارت على موقعبيزبول رفرنس.كوم (الدوري الثانوي) (الإنجليزية)